# Baltasar de Figueroa
Monseñor Fray Baltasar de Figueroa y Guinea (Jaén, España, 29 de diciembre de 1634-Cádiz, España, 8 de septiembre de 1684) fue un religioso cisterciense español nombrado Obispo de Santiago de Cuba.

## Biografía
Se educó en la Orden del Cister, donde se ordenó sacerdote. El 10 de mayo de 1683 fue elegido obispo de Cuba y consagrado en España. 
Falleció en Cádiz cuando se disponía a embarcarse para Cuba. Fue sepultado en la catedral de esa ciudad.